# Peter Jurczek
Peter Jurczek (* 3. September 1949 in Frankfurt am Main; † 22. Juni 2010 in Mistelgau) war ein deutscher Geograph und Professor an der TU Chemnitz.

## Leben
Nach seinem Abitur 1969 und dem Grundwehrdienst studierte Jurczek ab 1970 Geographie, Politik- und Erziehungswissenschaften an der Johann Wolfgang Goethe-Universität Frankfurt am Main. Sein erstes Staatsexamen für das Lehramt an Gymnasien machte er 1975, ein Jahr später erlangte er sein Geographie-Diplom. Von 1977 bis 1993 war Jurczek als wissenschaftlicher Mitarbeiter am Institut für Geowissenschaften der Universität Bayreuth tätig. An der Goethe-Uni promovierte er 1980 mit summa cum laude zum Dr. phil., 1987 habilitierte er an der Uni Bayreuth mit einer Arbeit über „Raumbezogene Veränderungen des Urlaubsreiseverkehrs in der Bundesrepublik Deutschland“.
Zwischen 1987 und 1994 war Jurczek Privatdozent in Bayreuth, ab 1990 Lehrbeauftragter für Angewandte Geographie an der Otto-Friedrich-Universität Bamberg. An der Universität Hamburg fungierte er 1991 als Vertretung der Professur für Wirtschaftsgeographie, ehe er 1994 auf den Lehrstuhl für Sozial- und Wirtschaftsgeographie der TU Chemnitz berufen wurde. Zu seinen Arbeitsschwerpunkten gehörten Tourismusforschung, planungsorientierte Regionalforschung, Raumordnung und Stadtgeographie. Im Jahr 2001 war er Gastprofessor an der Universität Klagenfurt. Bis 2009 nahm Peter Jurczek in Chemnitz Lehrveranstaltungen wahr. Im Juni 2010 verstarb er nach langer, schwerer Krankheit.

## Auszeichnungen
- 1987 Wissenschaftspreis der Oberfrankenstiftung
- 1995 Wissenschaftspreis der Euregio Egrensis
- 2003 Verdienstkreuz am Bande des Verdienstordens der Bundesrepublik Deutschland
- 2005 Verdienstmedaille der Westböhmischen Universität in Pilsen

## Werke (Auswahl)
- Militär und Umwelt. Probleme militärischer Raumnutzung; in: Militärpolitik Dokumentation, H. 6, S. 1–50, Stuttgart 1977.
- Sozialräumliche Wandlungsprozesse in Verdichtungsräumen. Dargestellt am Beispiel „Wohnen“ in Frankfurt am Main-Bergen-Enkheim. Rhein-Mainische Forschungen, H. 95 (Diss.), Frankfurt am Main 1981.
- Tourismus in Peripherregionen. Chancen und Grenze der touristischen Entwicklung von Wallenfels/Frankenwald. Beiträge zur angewandten Wirtschafts- und Sozialforschung, Raumwissenschaft, Bd. 3, Frankfurt am Main 1982.
- Fremdenverkehrsplanung in der Bundesrepublik Deutschland. Beispiel Frankenwald. Europäische Hochschulschriften, Serie X, Bd. 6, Frankfurt am Main/Bern/New York 1983.
- Städtetourismus in Oberfranken. Beiträge zur Kommunalwissenschaft, Bd. 21, München 1986.
- Landwirtschaft und Landhandel in Oberfranken. Kronach/München/Bonn 1988.
- Tourismus und Verkehr im „Land an der Romantischen Straße“. Kronach/München/Bonn 1989.
- Entwicklungskonzept für die Heilbäder und Kurorte im Dreiländereck Bayern–Sachsen–Böhmen. Bayreuth 1993.
- Planungsvorschläge für Nordostbayern aus der Sicht kommunaler und regionaler Entscheidungsträger im Rahmen des Trilateralen Entwicklungskonzeptes. Chemnitz 1996.
- Einschätzung der Entwicklung und Zusammenarbeit im sächsisch-böhmischen Grenzgebiet. Eine Beurteilung durch Bewohner der Euroregionen Egrensis und Erzgebirge. Chemnitz 1997.
- Zur nachhaltigen Entwicklung in der Wirtschaftsregion Chemnitz-Zwickau. Eine Region wächst zusammen – Eine Linde in jeder Stadt und Gemeinde. Chemnitz 2000.
- Bevölkerungsentwicklung im Freistaat Sachsen 1990–1999. Auswirkungen und Folgen. Kommunal- und regionalwissenschaftliche Arbeitsergebnisse online, Nr. 2. Chemnitz 2001.
- Die Euregio Egrensis in thematischen Karten. Sozioökonomische Strukturen und Entwicklungen. Beiträge zur Kommunal- und Regionalentwicklung, H. 43. Chemnitz 2005.
- European Metropolitan Regions in Germany: a new spatial planning strategy in Europe. Kommunal- und regionalwissenschaftliche Arbeiten online, Nr. 16. Chemnitz 2008.
- Konzeptionelle Überlegungen zur Entwicklung und Gestaltung der Demilitarisierten Zone (DMZ) im Falle eines vereinigten Korea. Kommunal- und regionalwissenschaftliche Arbeiten online, Nr. 19. Chemnitz 2009.
- Die „Sächsisch-Tschechische Hochschulinitiative“ (STHI) – grenzübergreifendes Kooperationsvorhaben zur Intensivierung der Zusammenarbeit sächsischer und tschechischer Universitäten. Kommunal- und regionalwissenschaftliche Arbeiten online, Nr. 23. Chemnitz 2010.
- Herausgeber der Schriftenreihe Kommunal- und Regionalstudien